# ولاية (إسلام)

عبارة «الله ولي التوفيق» بخط الثلث المزخرف

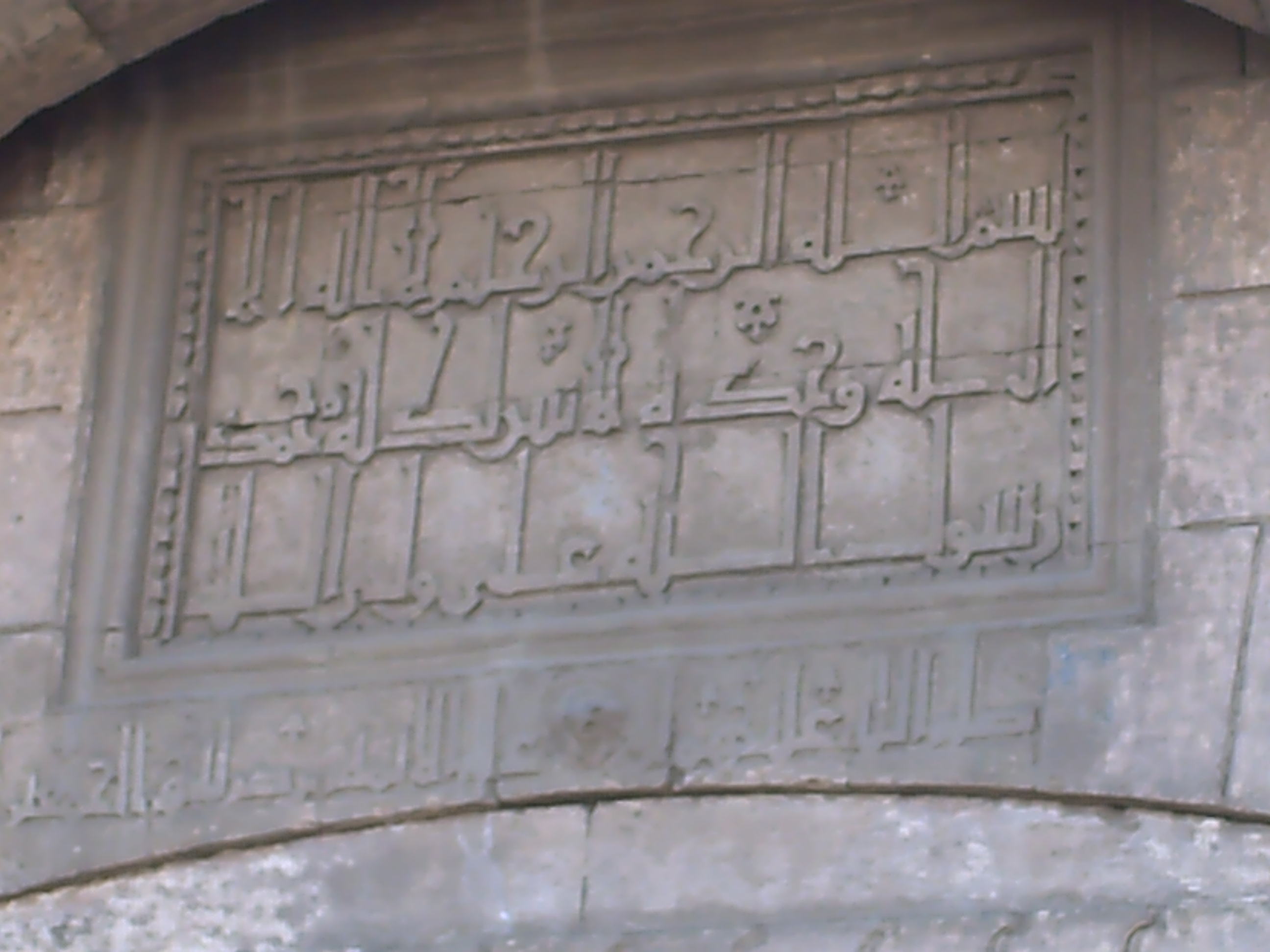
الشهادتان وعبارة «علي ولي الله» تعلو باب النصر بالقاهرة الفاطمية.

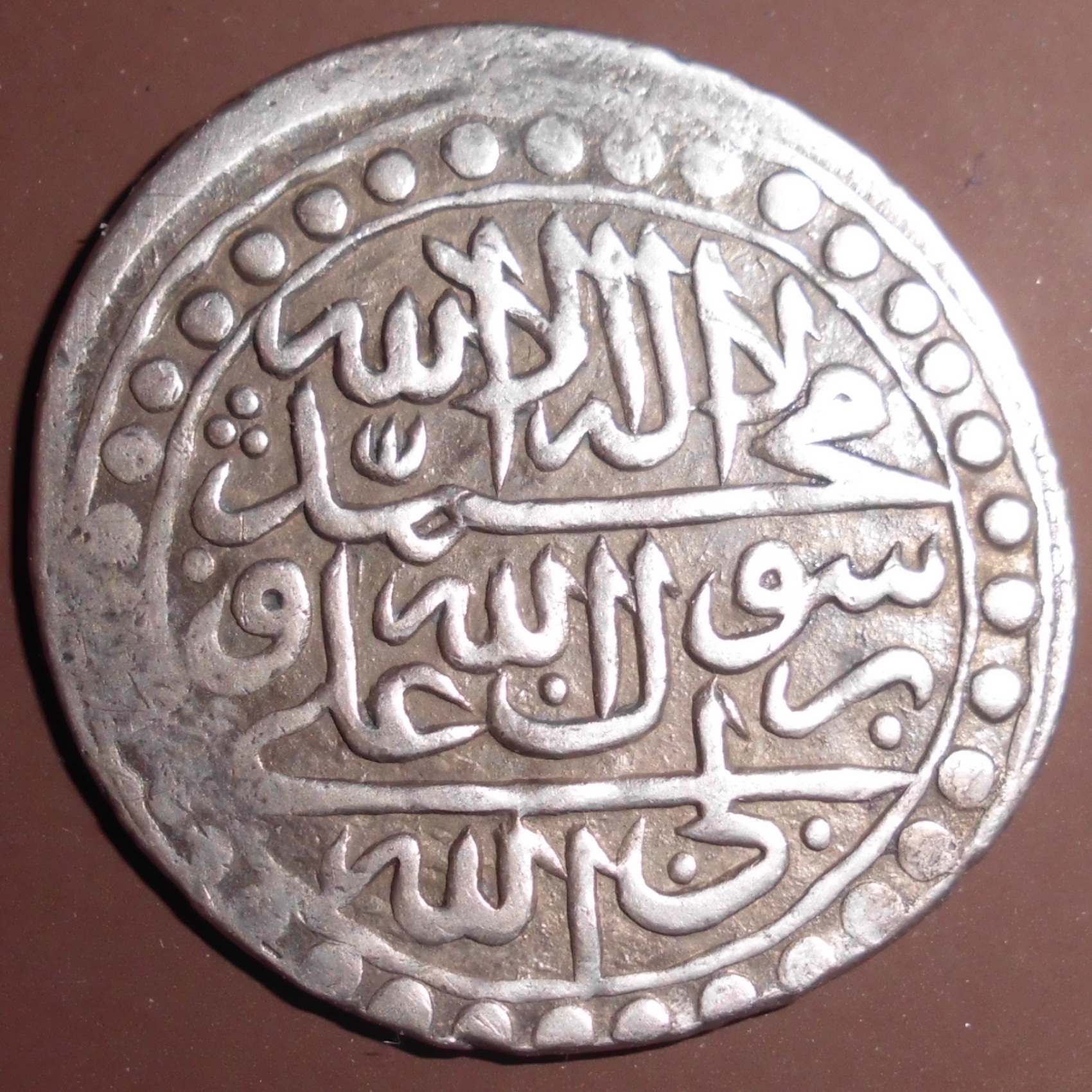
عبارة «علي ولي الله» على عملة صفوية

الأولياء الصالحون أو الولي الصالح أو الوَِلاية (بفتح الواو أو بكسرها) مصطلح إسلامي أكد عليه القرآن في عدد من الآيات وبحسب المعتقدات الإسلامية فقد ذكر الله لنفسه الولاية على المؤمنين فيما يرجع إلى أمر دينهم من تشريع الشريعة والهداية والإرشاد والتوفيق ونحو ذلك:
- ﴿اللَّهُ وَلِيُّ الَّذِينَ آمَنُوا يُخْرِجُهُمْ مِنَ الظُّلُمَاتِ إِلَى النُّورِ وَالَّذِينَ كَفَرُوا أَوْلِيَاؤُهُمُ الطَّاغُوتُ يُخْرِجُونَهُمْ مِنَ النُّورِ إِلَى الظُّلُمَاتِ أُولَئِكَ أَصْحَابُ النَّارِ هُمْ فِيهَا خَالِدُونَ ۝٢٥٧﴾ [البقرة:257]
- ﴿إِنَّ أَوْلَى النَّاسِ بِإِبْرَاهِيمَ لَلَّذِينَ اتَّبَعُوهُ وَهَذَا النَّبِيُّ وَالَّذِينَ آمَنُوا وَاللَّهُ وَلِيُّ الْمُؤْمِنِينَ ۝٦٨﴾ [آل عمران:68]
- ﴿إِنَّهُمْ لَنْ يُغْنُوا عَنْكَ مِنَ اللَّهِ شَيْئًا وَإِنَّ الظَّالِمِينَ بَعْضُهُمْ أَوْلِيَاءُ بَعْضٍ وَاللَّهُ وَلِيُّ الْمُتَّقِينَ ۝١٩﴾ [الجاثية:19]
- وفي هذا المعنى قوله تعالى: ﴿وَمَا كَانَ لِمُؤْمِنٍ وَلَا مُؤْمِنَةٍ إِذَا قَضَى اللَّهُ وَرَسُولُهُ أَمْرًا أَنْ يَكُونَ لَهُمُ الْخِيَرَةُ مِنْ أَمْرِهِمْ وَمَنْ يَعْصِ اللَّهَ وَرَسُولَهُ فَقَدْ ضَلَّ ضَلَالًا مُبِينًا ۝٣٦﴾ [الأحزاب:36]

فهذا ما ذكره الله من ولاية نفسه في كلامه، ويرجع محصلها إلى ولاية التكوين وولاية التشريع، وإن شئت سميتهما بالولاية الحقيقية والولاية الاعتبارية.

## الولاية

### الولایة فی اللغة
قال ابن معصوم: الولایة بالفتح والکسر النصرة والمحبة وقیل هي بهذا المعني بالفتح واما بالکسر فهي بمعنی الأمارة. وفي المجلد الرابع من کتابه یصرح بأن الولایة بالفتح والکسر لغتان بمعنی النصرة والإعانة وبالکسر فقط بمعني السلطان حکاه الجوهري عن ابن السکیت وقال السیبویه الولایة بالفتح والکسر مثل الامارة والنقابة لأنه اسم لما تولّیه  أصل هذه اللغة یعني «الولي» أطلق بمعان کثیرة منها المحب والتابع والمعین والناصر والصدیق والعتیق وکل من یتولی الإنسان وینضم الیه ویکون من جملة اتباعه والناصرین له فهو ولیه  وفی الاخیر یشیر بکلام ابن الاثیر فی النهایة، کأن الولایة تشعر بالتدبیر والقدرة والفعل
یقول الطریحی فی تفسیر آیه 44 سورة الکهف: الولایة هي الربوبیة والولایة ایضاً النصرة وبالکسر الامارة مصدر ولیت ویقال هما لغتان بمعنی الدولة وفی النهایة: هی بالفتح المحبة وبالکسر التولیة والسلطان ومثله الولاء بالکسر عن ابن السکیت.
والولي: الوالي وکل من ولي أمر أحد فهو ولیه والولي الذي یدیر الامر یقال ولي المرأة إذا کان یرید نکاحها والسلطان ولي امر الرعیة ومنه قول الکمیت في حق علي ابن أبي طالب (علیه السلام) ونعم ولي الأمر بعد ولیه ومنتجع التقوی ونعم المقرب 
قال العلامة الطباطبائي: الولایة فی الاصل ملک تدبیر أمر الشيء. مولی الصغیر أو المجنون أو المعتوه هو الذی یملک تدبیر امورهم وامور اموالهم. ثم استعمل وکثر استعماله فی مورد الحب لکونه یستلزم غالباً تصرف کل من المتحابین فی امور الآخر لافضائه الی التقرب والتأثر عن ارادة المحبوب وسائر شؤونه الروحیة فلا یخلو الحب عن تصرف المحبوب فی امور المحب فی حیاته  والولایة بمعنی قرب المحبة والخلطة تجمع الفائدتین اعنی فائدة النصرة والامتزاج الروحي فهو المراد
قال الراغب في المفردات: الولاء بفتح الواو والتوالي بمعنی أن يحصل شيئان فصاعداً حصولا ليس بينهما ما ليس منهما، ويستعار ذلك للقرب من حيث المكان ومن حيث النسبة ومن حيث الصداقة والنصرة والاعتقاد، والولاية النصرة، والولاية تولي الأمر، وقيل: الولاية والولاية بالفتح والكسر واحدة نحو الدلالة وحقيقته تولي الأمر، والولي والمولى يستعملان في ذلك، كل واحد منهما يقال في معني الفاعل أي الموالي بكسر اللام ومعني المفعول أي الموالى بفتح اللام يقال للمؤمن: هو ولی الله عز وجل ولم يرد مولاه، وقد يقال: الله ولی المؤمنين ومولاهم. وقولهم: تولى إذا عدي بنفسه اقتضى معني الولاية وحصوله في أقرب المواضع منه يقال: وليت سمعي كذا، ووليت عيني كذا، ووليت وجهي كذا أقبلت به عليه قال الله عز وجل: «فلنولينك قبلة ترضاها، فول وجهك شطر المسجد الحرام، وحيث ما كنتم فولوا وجوهكم شطره» وإذا عدي بعن لفظا أو تقديرا اقتضى معنى الإعراض وترك قربه 

## الولایة هیالإمامة
أن الإمامة خلافة الله عز وجل. سبق أن معنى الإمامة حقيقة وراء حقائق النبوة والرسالة والخلافة.
قال ابن معصوم: قیل الولي هو المطلع علی الحقائق الإلهیة ومعرفة ذاته تعالی وصفاته وأفعاله کشفاً وشهوداً من الله خاصة من غیر واسطة ملك أو بشر. وقیل من ثبتت له الولایة التی توجب لصاحبها التصرف فی العالم العنصري وتدبیره بإصلاح فساده وإظهار الکمالات فیه لاختصاص صاحبها بعنایة إلهیة، توجب له قوة فی نفسه یمنعها الاشتغال بالبدن عن الاتصال بالعالم العلوي واکتساب العلم الغیبي فی حالة الصحة والیقظه بل تجمع بین الامرین لما فیها من القوة التی تسع الجانبین والولایة بهذا المعنی مرادفة للإمامة عندنا. ومفتاحها العبودية، كما يدل عليه قوله تعالى: ﴿إِنَّ وَلِيِّيَ اللَّهُ الَّذِي نَزَّلَ الْكِتَابَ وَهُوَ يَتَوَلَّى الصَّالِحِينَ ۝١٩٦﴾.، أي اللائقين للولاية. حسب تعبیر العلامة الطباطبائي: من اخذه الله لتدبیر امره واقبل الیه بالربوبیه وهو اسلم وجهه لربه وفی کل شؤونه وابعاد وجوده کان هو عبدا حقیقةً لأنه من كان عبدا في نفسه وعبدا في فکره وارادته وعمله، فهو العبد حقيقة. ومن اتخذه الله عبدا اقبل اليه بالربوبية التی هی الولاية، اعني تولی الربّ أمر عبده.
إذا تحقق فی العبادة مسألتین فیصیر عابد تلک العبادة ولیاً: اولاً ان تکون عبادته خالصة لله وثانیاً أن تکون عبادته حباً له تعالی. فقوله تعالی: ﴿قُلْ إِنْ كُنْتُمْ تُحِبُّونَ اللَّهَ فَاتَّبِعُونِي يُحْبِبْكُمُ اللَّهُ وَيَغْفِرْ لَكُمْ ذُنُوبَكُمْ وَاللَّهُ غَفُورٌ رَحِيمٌ ۝٣١﴾. وبه يظهر أن إتباع النبي (صلى الله عليه وآله وسلم) ومحبة الله متلازمان فمن إتبع النبي أحبه الله ولا يحب الله عبدا إلا إذا كان متبعا لنبيه (صلى الله عليه وآله وسلم). ولکن بالنظر إلى موقع الآیه، فهي جاءت بعد الآيات الناهية عن اتخاذ الكفار أولياء وارتباطها بما قبلها یشیر لنا إن هذا الحبّ هی الولاية لكونها تستدعي في تحققها تحقق الحب بين الإنسان وبين من يتولّى. بشهادة أنّ الآية ناظرة إلى دعوة الناس باتباع النبي (صلى الله عليه وآله وسلم) ولإنّ لا ولاية إلا باتباع وولاية الله لا یتحقق ولايتم الا باتّباع نبيه في دينه كما قال تعالى: "ثم جعلناك على شريعة من الأمر فاتبعها ولا تتبع أهواء الذين لا يعلمون إنهم لن يغنوا عنك من الله شيئا وإن الظالمين بعضهم أولياء بعض والله ولی المتقین. إلتفت فی الآیه کیف جمع فی کلامه بین التبعیة والولایة وإنتقل من معني الإتباع إلى معني الولاية کما في الآية الحبّ فی سورة آل عمران انتقل من معني الحب الی معني اتّباع نبیه. هذا یفهمنا اولاً انّ الولایة والاتباع متلازمان وثانیاً من الواجب على من يدعي ولاية الله وحبّه أن يتّبع الرسول حتى ينتهي ذلك إلى ولاية الله وحبّه.

## أنواع الولاية
- الولاية التشريعية
- الولاية التكوينية
- الولاية الروحية والهداية بالأمر